# Roi des Noirs
Roi des Noirs (wörtlich König der Schwarzen) ist eine Anfang des 20. Jahrhunderts durch den französischen Züchter Albert Seibel gezüchtete Rotweinsorte. Sie ist eine Kreuzung zwischen Seibel 29 und der Rebsorte Danugue und gehört zur großen Familie der Seibel-Reben. Aus der gleichen Kreuzung entstand die weiße Rebsorte Seibel 4644. Zwischen 1888 und Anfang der 1930er Jahre züchtete Seibel unzählige interspezifische Rebsorten im Kampf gegen die Reblaus. Die Rotweine der Sorte sind tiefrot gefärbt, aber aufgrund des Einflusses amerikanischer Wildreben unangenehm im Geschmack (→ Fox-Ton, der auch häufig als Erdbeerton angegeben wird). Ende der 1950er Jahre lag die bestockte Rebfläche bei über 12.000 Hektar.
Aufgrund der frühen Reife findet man die Rebsorte in Anbaugebieten mit kühlem Klima. In Frankreich war sie häufig in den kühlen Regionen des Limousin, der Region Berry, von Poitou, an der Loire  und im Savoie verbreitet. 
Insbesondere mit der Rebsorte Bienvenu entstanden durch Pierre Landot und André Perbos, aber auch durch Seibel selbst etliche Neuzüchtungen wie zum Beispiel die Sorte Rubilande. Vorrangiges Ziel war dabei die Erhaltung der frühen Reife bei gleichzeitiger Verbesserung der geschmacklichen Eigenschaften. 
Synonym: Feketek Kiralyale, Sequanais, Le Sequania, Spannonhalmi Kék sowie die Zuchtstammnummer Seibel 4643.
Abstammung: Seibel 29 x Danugue. Seibel 29 ist seinerseits eine Kreuzung der durch Hermann Jaeger gezüchteten Hybridrebe Jaeger 70 und einer unbekannten Vitis vinifera – Sorte.

## Ampelographische Sortenmerkmale
In der Ampelographie wird der Habitus folgendermaßen beschrieben:
- Die Triebspitze ist offen. Sie ist weißwollig behaart, die Spitzen sind grünlich mit leicht karminrotem Anflug. Die gelbgrünen Jungblätter sind leicht wollig behaart.
- Die kleinen bis mittelgroßen Blätter sind fünflappig und deutlich gebuchtet. Die Stielbucht ist fast geschlossen, wobei sich die Enden überlappen. Das Blatt ist stumpf gezahnt. Die Zähne sind im Vergleich der Rebsorten mittelweit gesetzt.
- Die walzenförmige Traube mittelgroß und dichtbeerig. Die rundlichen Beeren  sind groß und von violett-schwarzer Farbe. Das Aroma der Beere ist säuerlich und leicht unangenehm.

Die mittelspät austreibende Rebsorte reift ca. 6 Tage nach dem Gutedel und ist somit innerhalb der roten Rebsorten sehr früh reifend, so dass sie in kühlen Lagen ausreifen kann. Die Sorte ist recht resistent gegen den Falschen Mehltau aber empfindlich gegen den Echten Mehltau sowie die Grauschimmelfäule.
Siehe auch: Weinbau in Frankreich sowie Liste von Rebsorten